# Zarétxnoie (Vladímir)
|  | Per a altres significats, vegeu «Zarétxnoie». |

Zarétxnoie (en rus: Заречное) és un poble de l'óblast de Vladímir, a Rússia, segons el cens del 2010 tenia 1.165 habitants. Pertany al districte municipal de Sóbinka.